# Viktor Ivanovič Nesmelov
Viktor Ivanovič Nesmelov, in russo Виктор Иванович Несмелов? (Vertunovka, 13 gennaio 1863 – Kazan', giugno 1937), è stato un teologo e filosofo russo. 
Professore di patristica, teologia e filosofia all'Accademia di teologia di Kazan', è autore dell'opera La scienza dell'uomo (Nauka o čeloveke).

## La scienza dell'uomo
Nesmelov fu allievo del professore di teologia Venjamin Snegirev (1841-1889), del quale sviluppò le tesi di antropologia religiosa. Ne La scienza dell'uomo, Nesmelov analizza il ruolo dell'uomo nell'universo e la responsabilità di Dio rispetto al mondo; la sua conclusione teologicamente più originale consiste nel focalizzare come Cristo con la crocifissione espii la colpa di Dio nell'aver creato il mondo.
Questa concezione si ricollega strettamente al pensiero di Nikolaj Aleksandrovič Berdjaev e di Fëdor Michajlovič Dostoevskij nei capitoli Ribellione e Il grande inquisitore de I fratelli Karamazov: il romanziere russo in particolare condanna per bocca di Ivan l'"architetto" di un universo schiacciato dall'orrore del male e dell'oppressione, dove gli uomini non sono in grado di gestire la libertà che è stata loro concessa; la soluzione di Nesmelov è quella di risolvere appunto con un atto espiatorio da parte di Dio la sua colpa di permettere il dolore ingiusto "anche di un solo bambino" nel mondo.